# Aa en Hunze

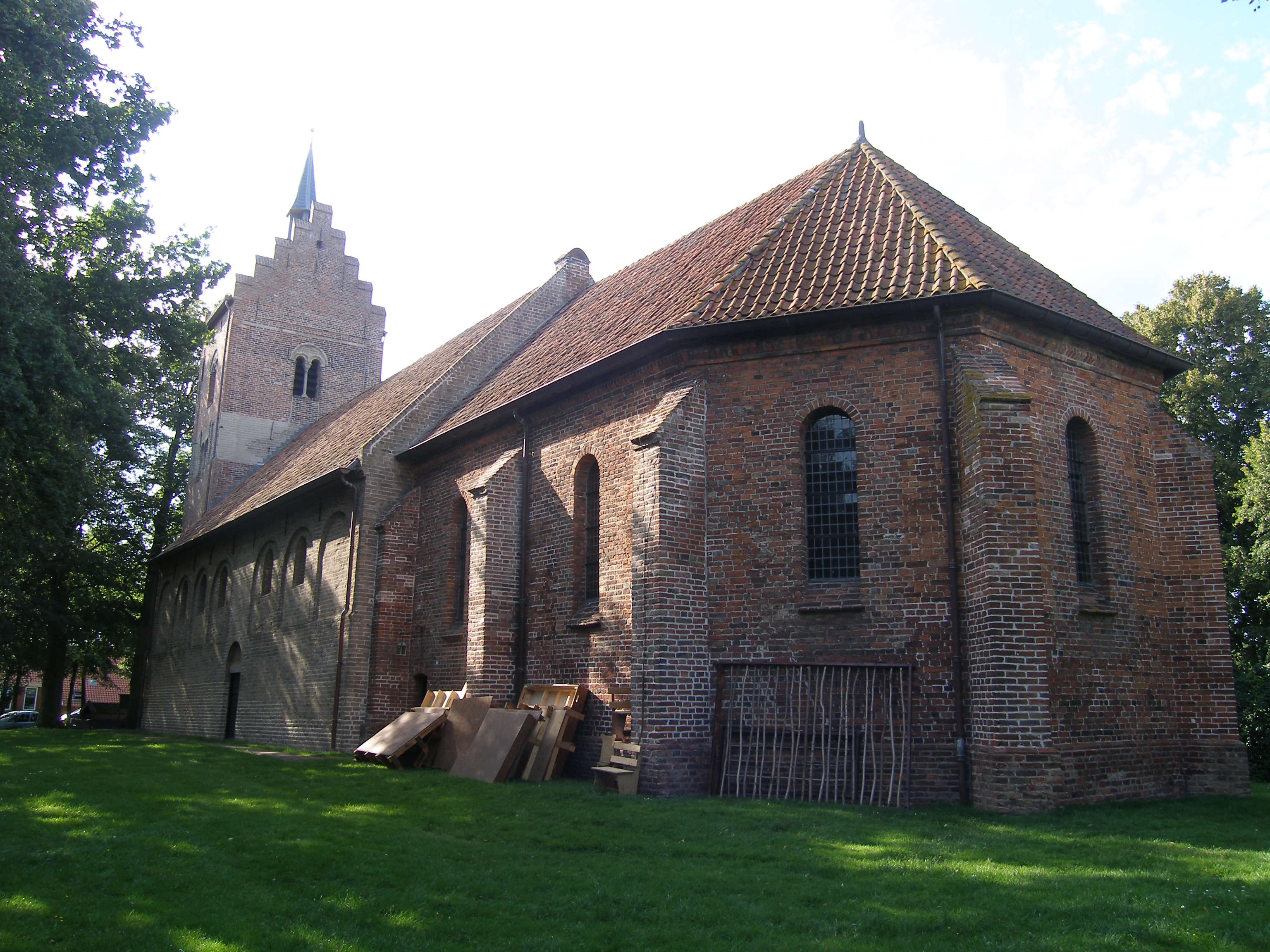
Kirche in Anloo

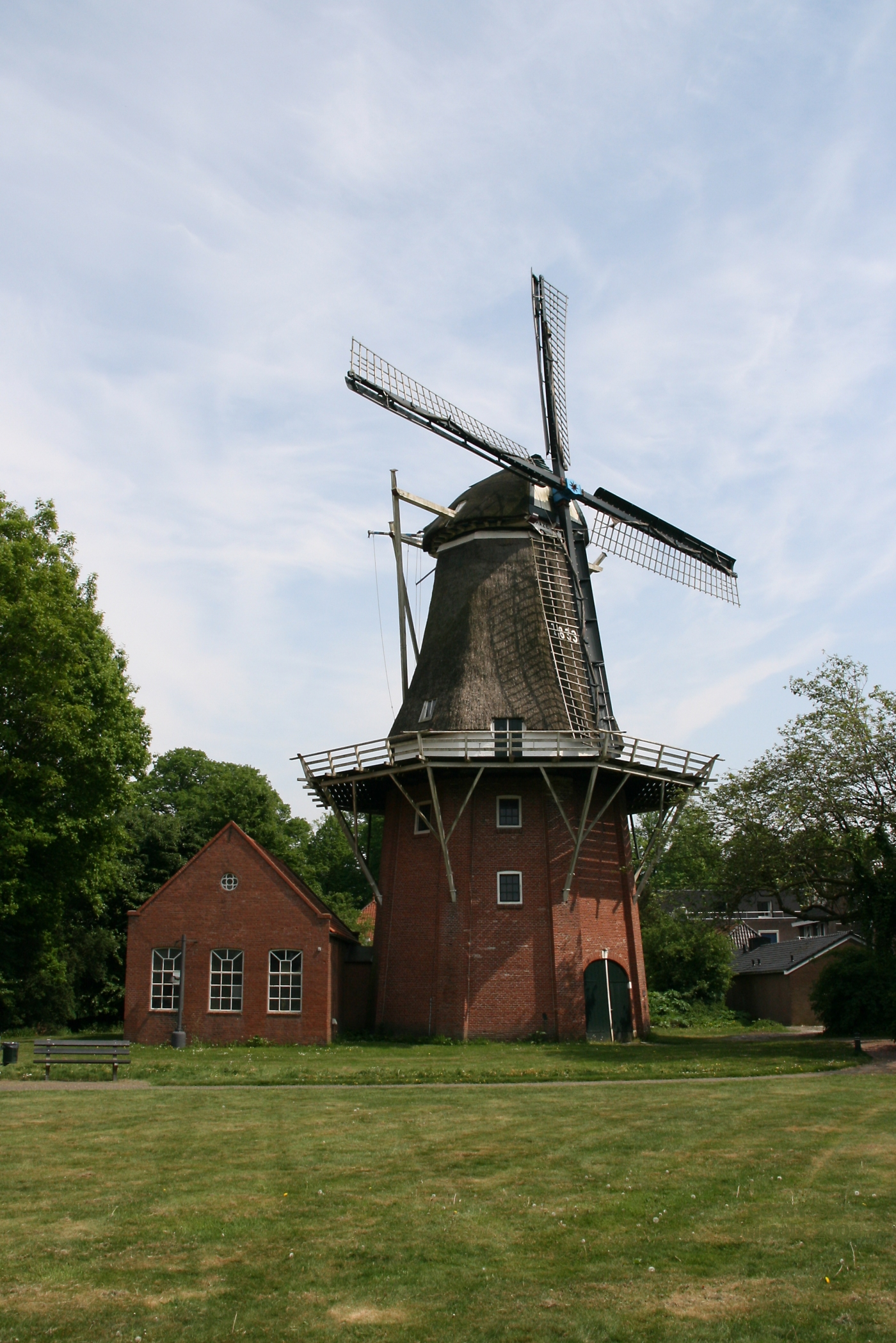
Windmühle Hazewind in Gieten

Aa en Hunze (anhörenⓘ) ist eine Gemeinde im Nord-Nordosten der niederländischen Provinz Drenthe. Der Name verweist auf die durch die Stadt verlaufenden Flüsse Drentsche Aa und Hunze. Die Gemeinde hatte am 1. Januar 2025 insgesamt 25.936 Einwohner auf dem 278,87 km² großen Gemeindegebiet, von dem rund 2,81 km² auf Wasserflächen entfallen. Die Gemeinde entstand im Jahr 1998 als Zusammenschluss der Gemeinden Rolde, Gasselte, Gieten und Anloo.

## Ortsteile
Die Gemeinde Aa en Hunze besteht aus 35 Ortsteilen. Sitz der Gemeindeverwaltung ist der Ortsteil Gieten.
(Stand der Einwohnerzahl: 1. Januar 2024)
| Ortsteil                                     | Einwohner | Koordinate          |
| -------------------------------------------- | --------- | ------------------- |
| Gieten                                       | 4.965     | 53° 1′ N, 6° 46′ O  |
| Rolde                                        | 3.825     | 52° 59′ N, 6° 39′ O |
| Annen                                        | 3.590     | 53° 3′ N, 6° 43′ O  |
| Gasselternijveen                             | 1.860     | 52° 59′ N, 6° 51′ O |
| Gasselte                                     | 1.865     | 52° 58′ N, 6° 48′ O |
| Eext                                         | 1.460     | 53° 1′ N, 6° 44′ O  |
| Gieterveen                                   | 990       | 53° 1′ N, 6° 50′ O  |
| Grolloo                                      | 870       | 52° 56′ N, 6° 40′ O |
| Gasselternijveenschemond                     | 670       | 53° 0′ N, 6° 54′ O  |
| Schipborg                                    | 615       | 53° 4′ N, 6° 40′ O  |
| Anloo                                        | 390       | 53° 3′ N, 6° 42′ O  |
| Eexterveen                                   | 475       | 53° 3′ N, 6° 49′ O  |
| Annerveenschekanaal                          | 405       | 53° 5′ N, 6° 48′ O  |
| Gasteren                                     | 390       | 53° 2′ N, 6° 40′ O  |
| Nooitgedacht                                 | 845       | 52° 58′ N, 6° 40′ O |
| Ekehaar                                      | 425       | 52° 57′ N, 6° 36′ O |
| Nieuwediep                                   | 270       | 53° 2′ N, 6° 52′ O  |
| Schoonloo                                    | 185       | 52° 54′ N, 6° 42′ O |
| Anderen                                      | 260       | 53° 0′ N, 6° 41′ O  |
| Eexterveenschekanaal                         | 230       | 53° 4′ N, 6° 50′ O  |
| Spijkerboor                                  | 145       |                     |
| Balloo                                       | 160       |                     |
| Eexterzandvoort                              | 120       |                     |
| Oud Annerveen                                | 115       |                     |
| Nieuw Annerveen                              | 115       |                     |
| Amen                                         | 105       |                     |
| Deurze                                       | 80        |                     |
| Nijlande                                     | 60        |                     |
| Papenvoort                                   | 355       |                     |
| Karte mit allen Koordinaten : OSM \| WikiMap |           |                     |

Weitere Ortsteile, die nicht als offizielle Ortsteile geführt werden, sind:
Achter ’t Hout, Balloërveld, Bonnen, Bonnerveen, Bosje, Broek, De Hilte, Eerste Dwarsdiep, Eldersloo, Eleveld, Gasselterboerveen, Gasselterboerveenschemond, Geelbroek, Gieterzandvoort, Kostvlies, Marwijksoord, Tweede Dwarsdiep, Veenhof und Vredenheim.

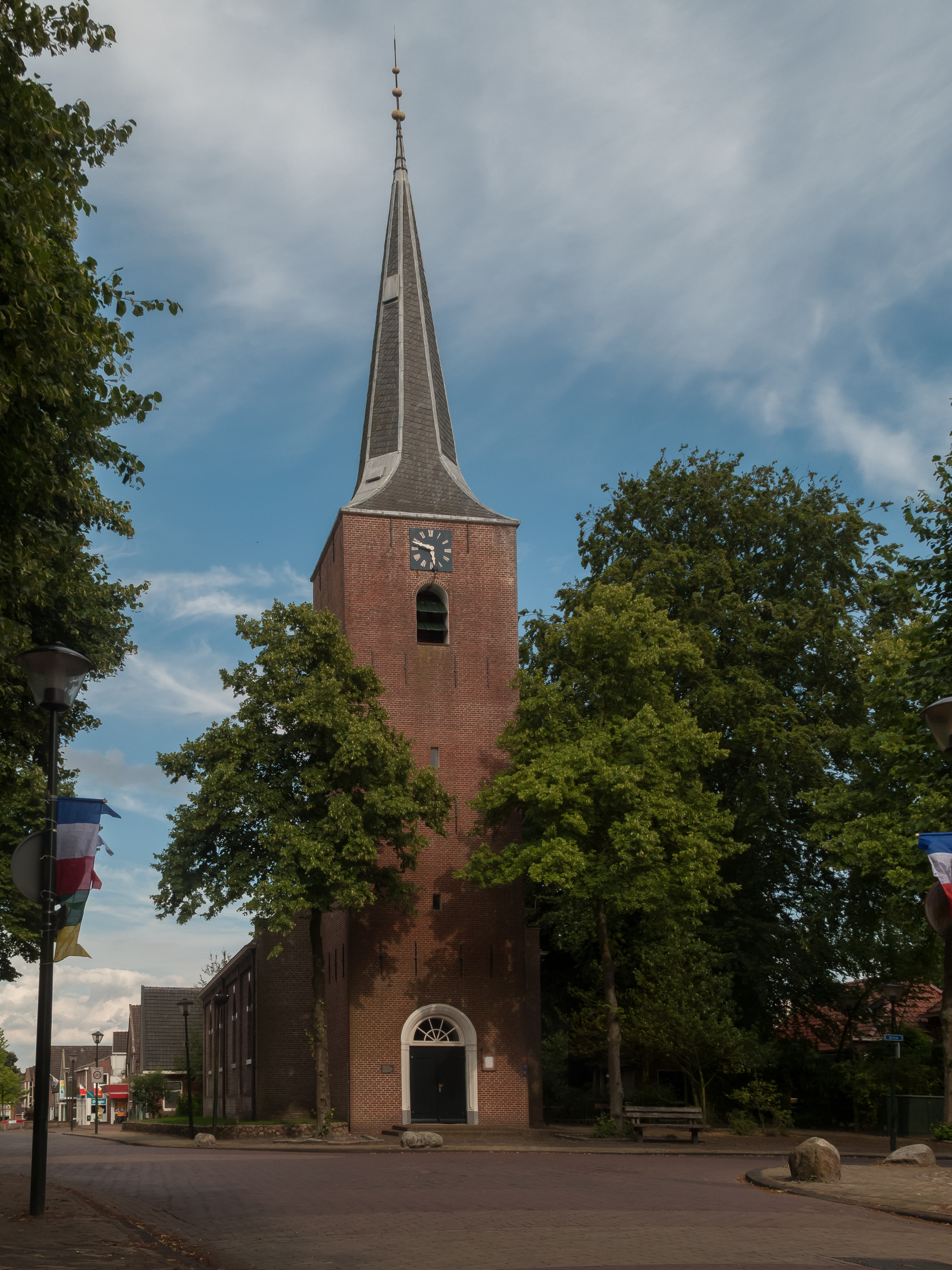
Gieten, reformierte Kirche
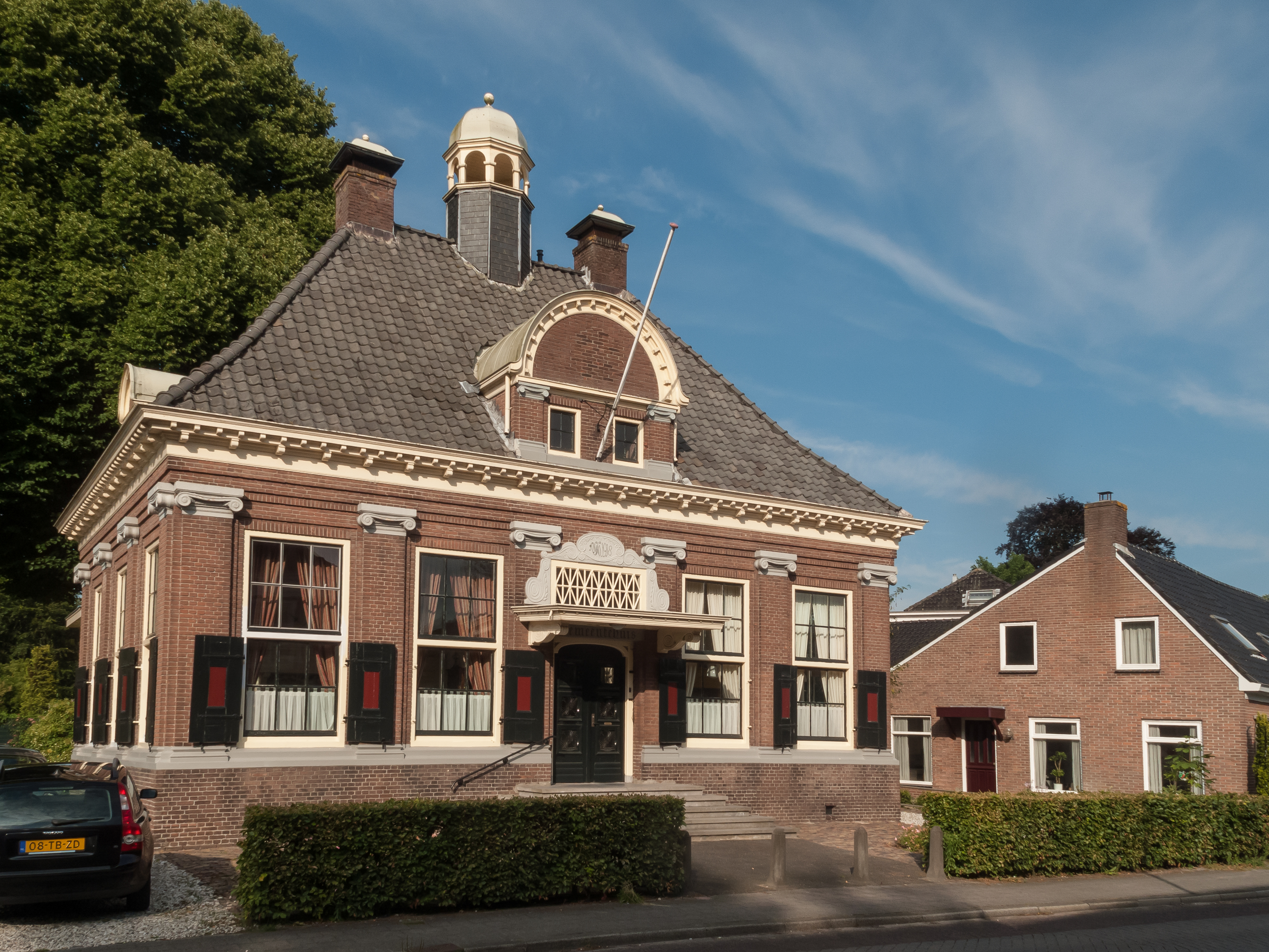
Rolde, das frühere Rathaus
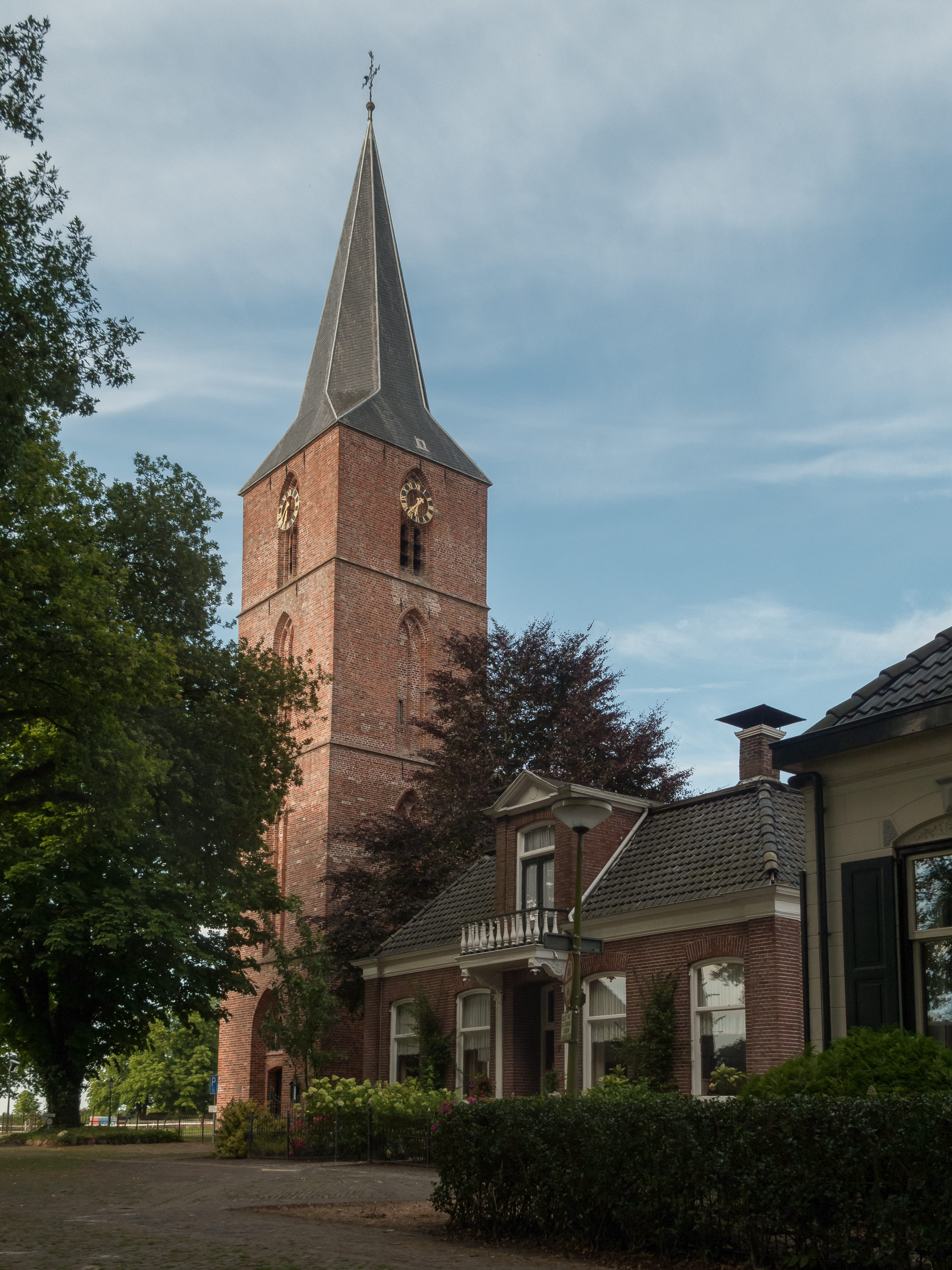
Rolde, Kirchturm der Jacobuskerk
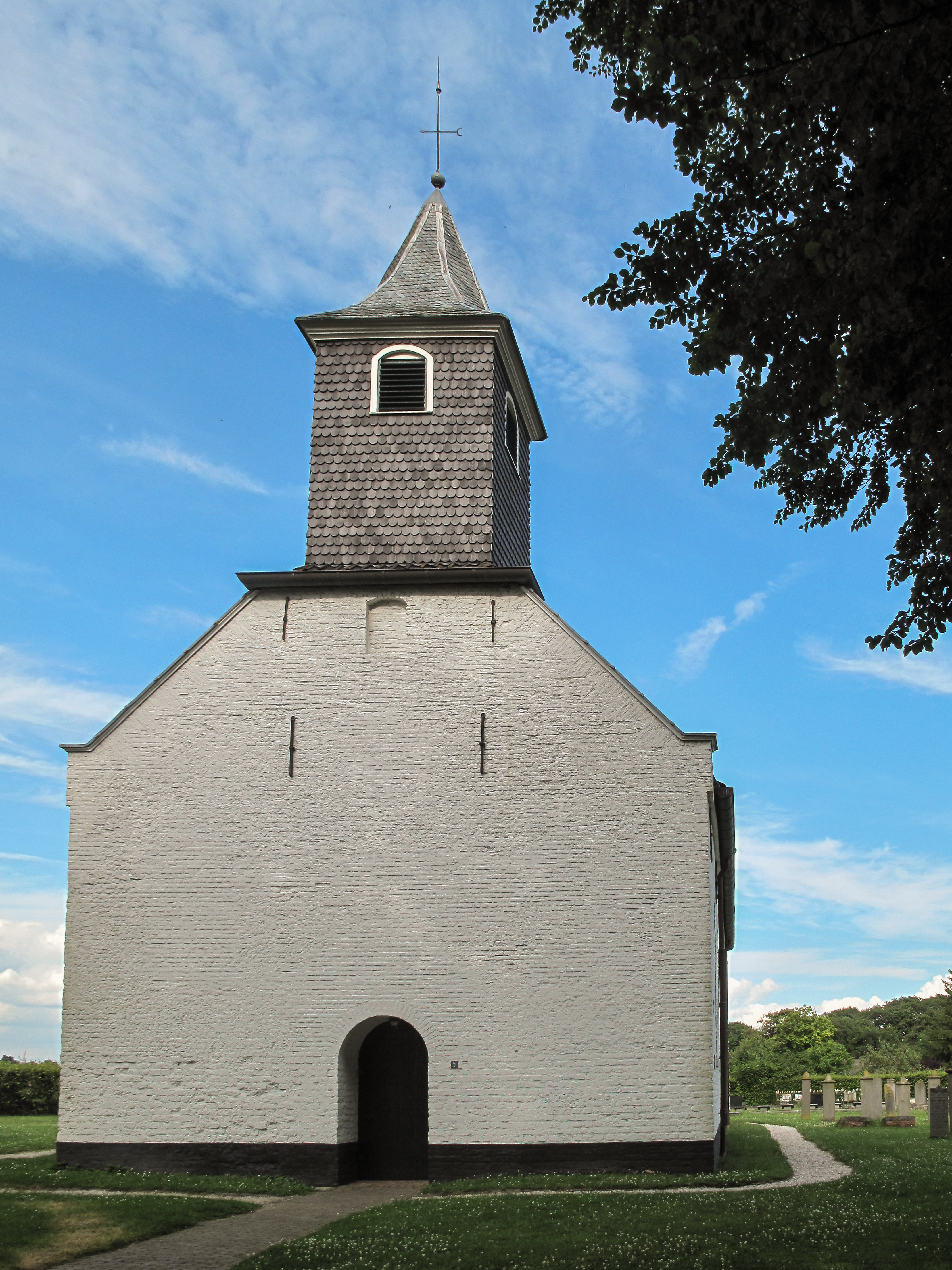
Gasselte, reformierte Kirche
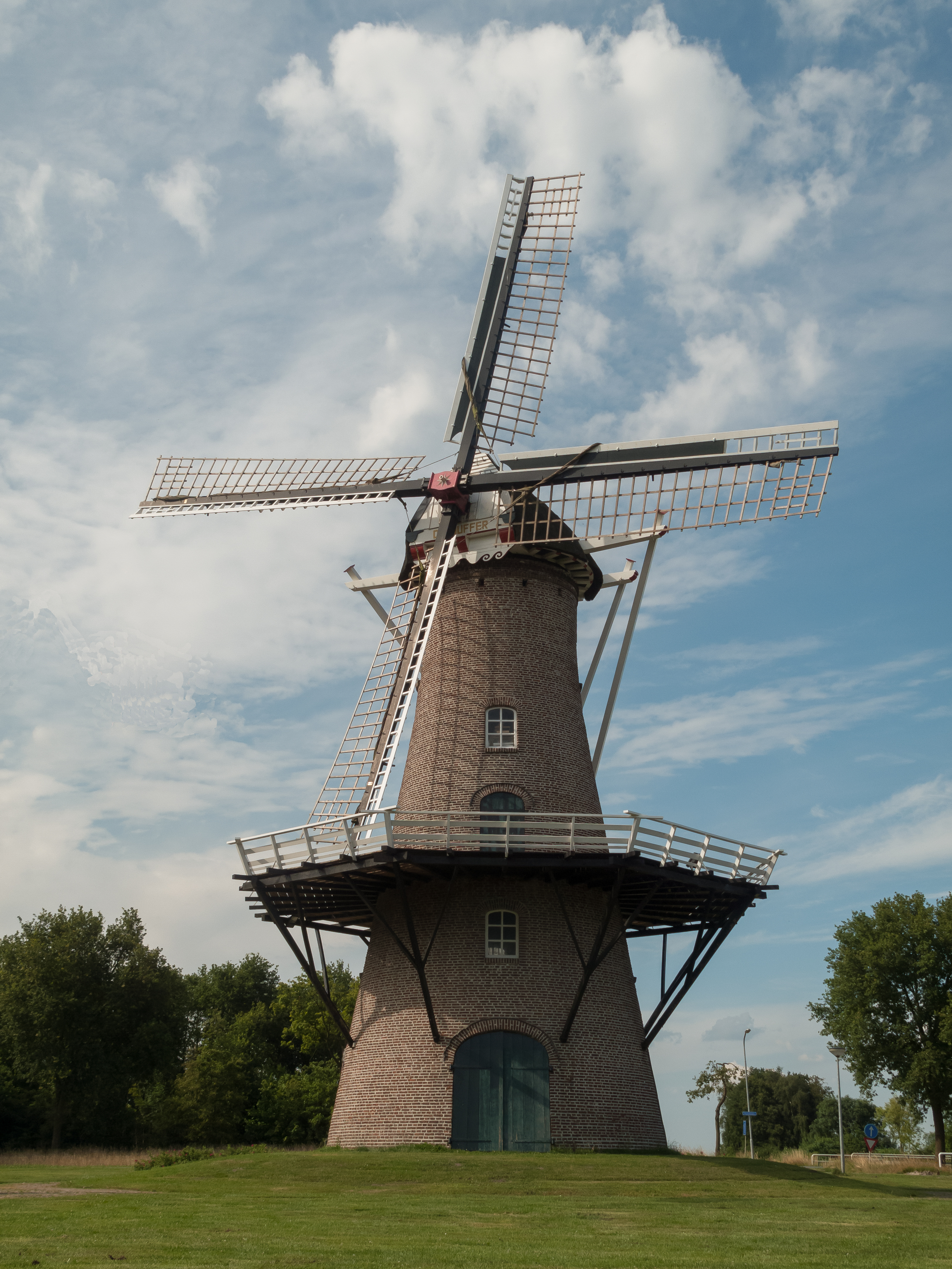
Gasselternijveen-Gasselte, Mühle
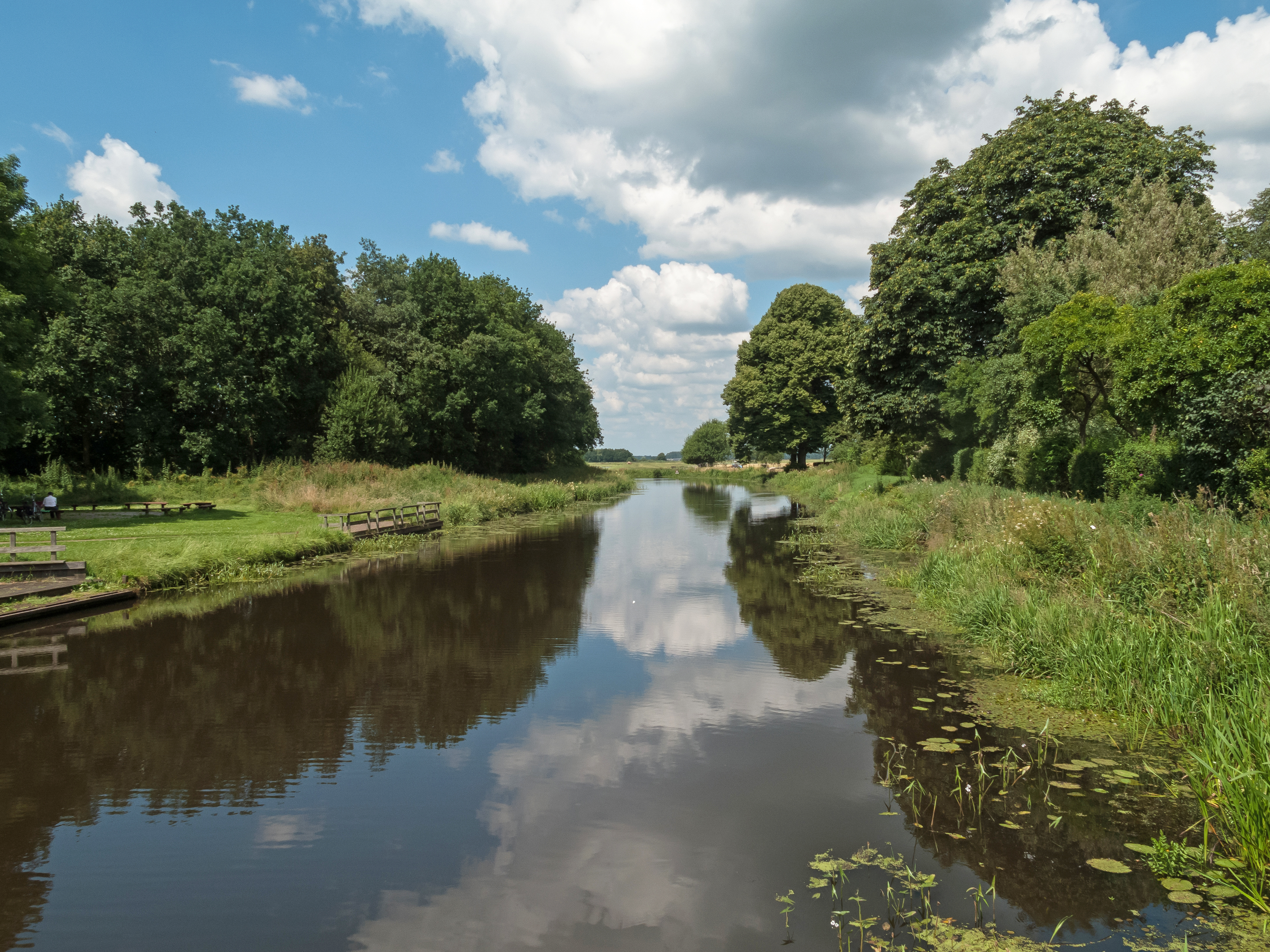
Die Hunze bei Spijkerboor
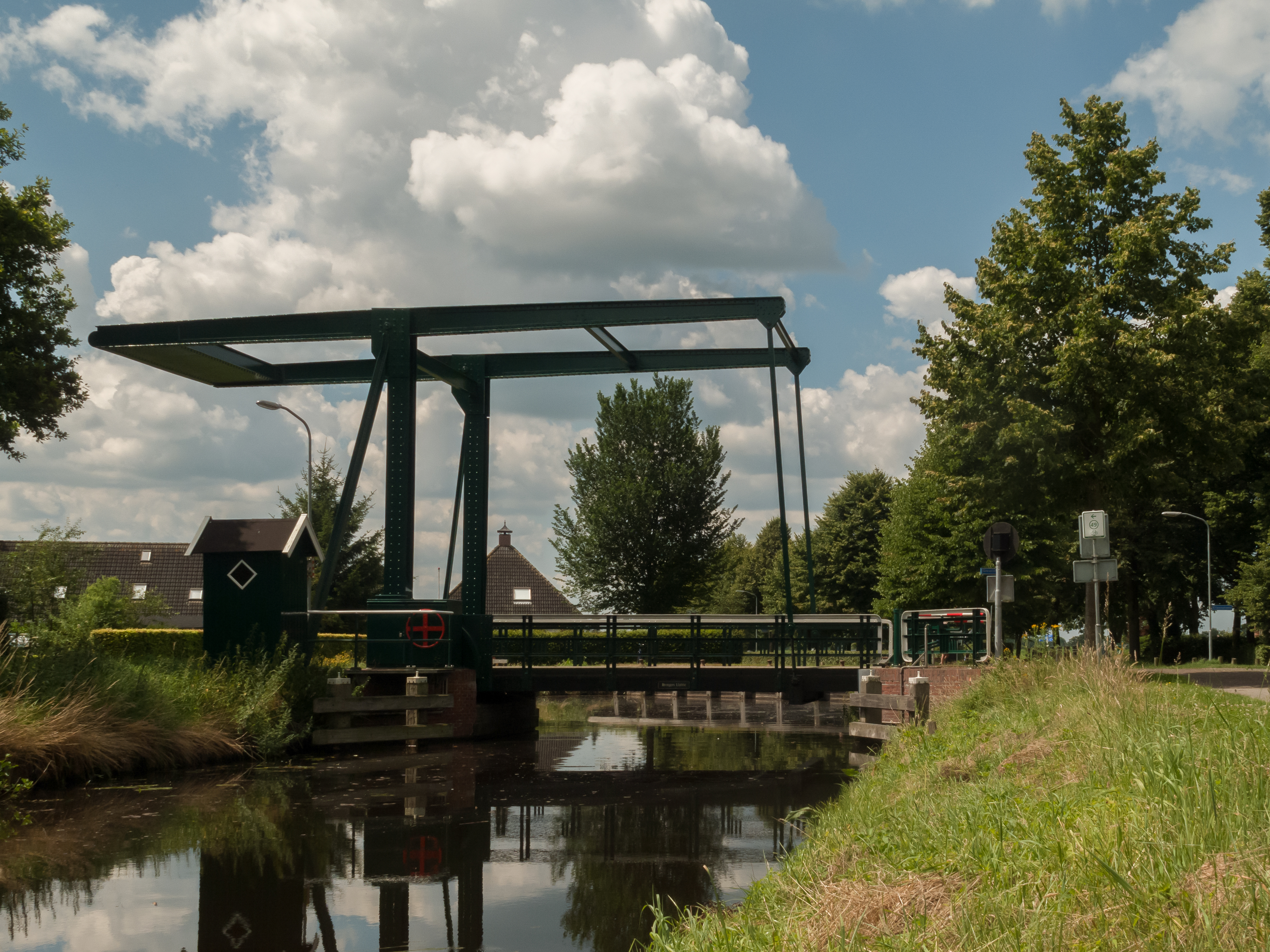
Annerveenschekanaal, Zugbrücke
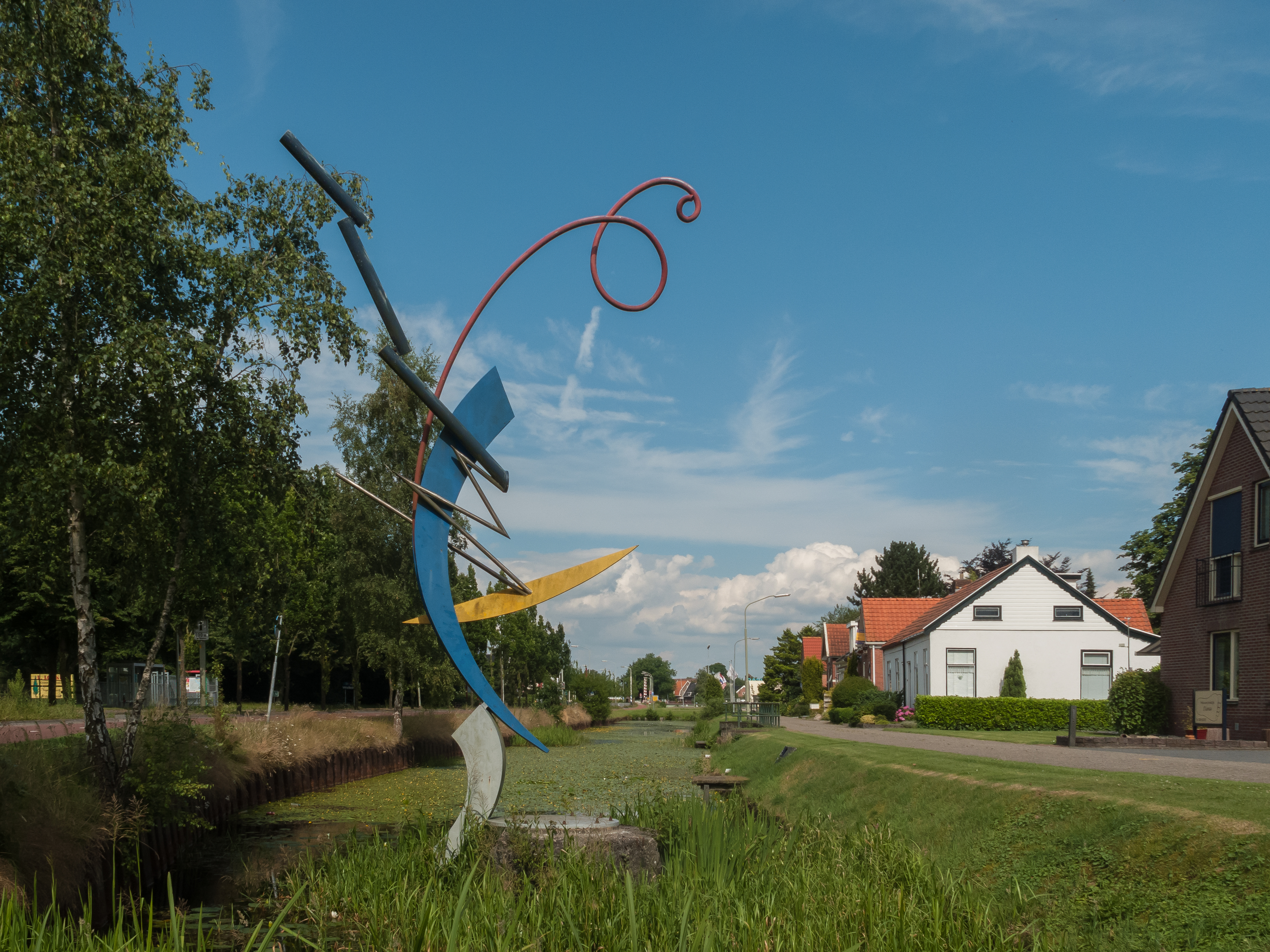
Gasselternijveenschemond, Kunstwerk

## Politik

### Sitzverteilung im Gemeinderat
Nach den Wahlen 1997, 2002, 2006, 2010, 2014, 2018 und 2022 verteilten sich die 21 Sitze des Gemeinderats auf die Parteien und Gruppierungen wie folgt:
| Partei/Gruppierung           | 1997     | 2002     | 2006     | 2010     | 2014     | 2018     | 2022     |
| ---------------------------- | -------- | -------- | -------- | -------- | -------- | -------- | -------- |
| Gemeentebelangen Aa en Hunze | 5 Sitze  | 7 Sitze  | 5 Sitze  | 7 Sitze  | 8 Sitze  | 10 Sitze | 9 Sitze  |
| VVD                          | 5 Sitze  | 5 Sitze  | 4 Sitze  | 4 Sitze  | 3 Sitze  | 4 Sitze  | 3 Sitze  |
| GroenLinks                   | 1 Sitz   | 2 Sitze  | 2 Sitze  | 2 Sitze  | 2 Sitze  | 2 Sitze  | 3 Sitze  |
| PvdA                         | 6 Sitze  | 5 Sitze  | 9 Sitze  | 5 Sitze  | 4 Sitze  | 3 Sitze  | 3 Sitze  |
| D66                          | 1 Sitz   | —        | —        | 1 Sitz   | 2 Sitze  | 1 Sitz   | 2 Sitze  |
| CDA                          | 1 Sitz   | 2 Sitze  | 1 Sitz   | 2 Sitze  | 2 Sitze  | 1 Sitz   | 1 Sitz   |
| Gesamt                       | 19 Sitze | 21 Sitze | 21 Sitze | 21 Sitze | 21 Sitze | 21 Sitze | 21 Sitze |
| Wahlbeteiligung              | 59,7 %   | 63,2 %   | 67,1 %   | 61,6 %   | 63,6 %   | 63,2 %   | 57,5 %   |

Die nächsten Wahlen zum Gemeinderat finden im Jahr 2026 statt.

### Kollegium von Bürgermeister und Beigeordneten
Die Beigeordneten werden in der Legislaturperiode 2018–2022 von den Koalitionsparteien Combinatie Gemeentebelangen, GroenLinks und VVD gestellt. Jene wurden im Rahmen einer Gemeinderatssitzung am 26. April 2018 berufen. Folgende Personen gehören zum Kollegium:
| Funktion           | Name                 | Partei                      | Anmerkung                                 |
| ------------------ | -------------------- | --------------------------- | ----------------------------------------- |
| Bürgermeister      | Anno Wietze Hiemstra | CDA                         | seit dem 12. September 2019 im Amt        |
| Beigeordnete       | Henk Heijerman       | Combinatie Gemeentebelangen | erster Stellvertreter des Bürgermeisters  |
| Beigeordnete       | Bas Luinge           | VVD                         | zweiter Stellvertreter des Bürgermeisters |
| Beigeordnete       | Co Lambert           | GroenLinks                  | dritter Stellvertreter des Bürgermeisters |
| Gemeindesekretärin | Marleen Tent         | —                           | seit Oktober 2015 im Amt                  |

## Städtepartnerschaften
Aa en Hunze ist seit 2012 durch Städtepartnerschaften verbunden mit Opočno in Tschechien und Żerków in Polen.

## Verkehr
In der Gemeinde Aa en Hunze verkehren folgende Buslinien:
- 10: Assen – Deurze-Rolde – Gieten – De Hilte – Bareveld – Veendam – Winschoten
- 21: Assen – Deurze – Rolde – Grolloo – Schoonloo – Emmen
- 24: Assen – Deurze – Rolde – Papenvoort – Borger – Buinen – Buinerveen – Nieuw – Buinen – Stadskanaal
- 28: Assen – Deurze-Rolde – Gieten – Gasselte – Gasselternijveen – Gasselternijveenschemond – Stadskanaal
- 58: Groningen – Haren – Zuidlaren – Schuilingsoord – Annen – Anloo – Loon – Assen
- 59: Emmen – Borger – Gasselte – Gieten – Eext – Annen
- 300: Groningen – Gieten – Borger – Emmen (Schnellbus)
- 302: Groningen – Gieten – Gasselte – Gasselternijveen – Stadskanaal (Schnellbus)
- 318: Groningen – Westlaren – Zuidlaren – Schuilingsoord – Annen (Schnellbus)
- 658: Groningen – Haren – Zuidlaren – Schuilingsoord – Annen – Eext – Gieten (nur zu Schülerbeförderung)
- 673: Groningen – Gieten – Gasselte – Gasselternijveen – Stadskanaal (Schnellbus, nur zu Schülerbeförderung)
- 93: Gieten – De Hilte – Eexterveen – Annerveen – Spijkerboor – Annen – Spijkerboor – Zuidlaren
- 94: Gieten – De Hilte – Gieterveen – Bonnerveen – Gasselterboerveen – Gasselternijveen – Drouwenerveen – Drouwenermond – Stadskanaal